# Brzostownica
Brzostownica (Zelkova Spach) – rodzaj roślin z rodziny wiązowatych. Obejmuje pięć gatunków występujących w południowo-wschodniej Europie i w Azji. Rosną w lasach i na terenach skalistych. Z. abeliacea na Krecie, Z. carpinifolia w północnej Turcji i na Kaukazie, Z. sinica i Z. schneideriana w Chinach i Z. serrata w Japonii. Są to drzewa uprawiane jako ozdobne, ale też dostarczające drewna konstrukcyjnego. W Europie Środkowej w uprawie spotykane są: 
brzostownica kaukaska, Schneidera i japońska.

## Morfologia
PokrójDrzewa do 40 m wysokości i krzewy. Kora gładka lub odpadająca tafelkowato. Pędy nigdy nie są cierniste, korkowato zgrubiałe ani oskrzydlone.
LiścieZrzucane na zimę, pojedyncze, skrętoległe. Blaszka liściowa z wierzchu szorstka, na brzegu wyraźnie piłkowana z grubymi ząbkami, u nasady symetryczna. Użyłkowanie liścia pierzaste, wyraźne nerwy drugiego rzędu biegną do końców ząbków. U nasady liści po dwa wolne, szybko opadające, równowąskie przylistki.
KwiatyDrobne, jednopłciowe. Pojawiają się w czasie rozwijania się liści. Kwiaty męskie w niewielkich pęczkach rozwijają się u nasady pędów, a kwiaty żeńskie wyrastają pojedynczo w kątach liści w części szczytowej pędów. Działki kielicha są 4 lub 5, płatków korony brak. Pręciki są 4 lub 5. Zalążnia pojedyncza z głęboko podzieloną szyjką słupka.
OwoceNiewielkie, siedzące, jednonasienne, nieco mięsiste i zielone pestkowce.

## Systematyka
Jeden z rodzajów z rodziny wiązowatych (Ulmaceae). Obejmuje 5 gatunków
- Zelkova abelicea (Lam.) Boiss.
- Zelkova carpinifolia (Pall.) K. Koch – brzostownica kaukaska, b. grabolistna
- Zelkova schneideriana Handel-Mazzetti – brzostownica Schneidera
- Zelkova serrata (Thunberg) Makino – brzostownica japońska
- Zelkova sinica C. K. Schneider